# Pentaceraster cumingi
Pentaceraster cumingi är en sjöstjärneart som först beskrevs av Gray 1840.  Pentaceraster cumingi ingår i släktet Pentaceraster och familjen Oreasteridae. Inga underarter finns listade i Catalogue of Life.